# Sweno (Gruppe)

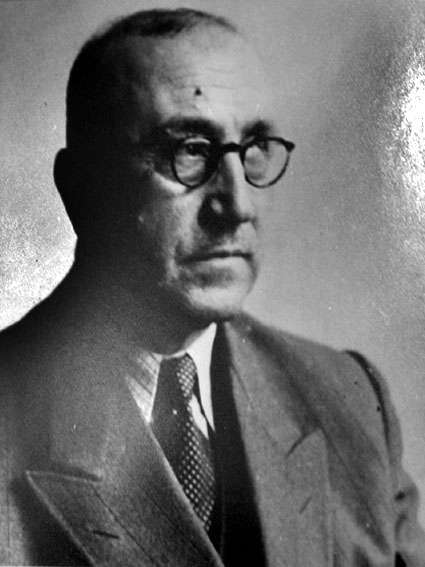
Kimon Georgiew

Sweno (auch Zveno geschrieben, bulgarisch Звено, dt. Kettenglied) war eine 1927 gegründete rechtsextreme Organisation in Bulgarien.
Sweno entstand aus Mitgliedern der sogenannten Militärischen Liga, einer Junta die 1923 im Rahmen des Juniputsches den bulgarischen Premierminister Aleksandar Stambolijski stürzte. Die Mitglieder von Sweno befürworteten einen Ständestaat und lehnten politische Parteien, insbesondere die Innere Mazedonische Revolutionäre Organisation, ab.
Am 19. Mai 1934 putschten Offiziere, die Mitglieder von Sweno waren, unter Führung von Damjan Weltschew und Kimon Georgiew. Georgiew wurde Premierminister, seine Regierung löste alle Parteien und Gewerkschaften auf und führte eine ständestaatliche Staatsorganisation ein, die der korporativen Staatsordnung des faschistischen Italiens ähnelte. Der bulgarische König Boris III. stürzte die Regierung Georgiew am 22. Januar 1935 und ernannte Pentscho Slatew zum Ministerpräsidenten.
1943 schloss sich Sweno der Vaterländischen Front an, die am 9. September 1944 die Macht ergriff. Georgiew wurde ein zweites Mal Ministerpräsident und schloss einen Waffenstillstand mit der Sowjetunion ab. Im November 1946 wurde er durch Georgi Dimitrow abgelöst. Sweno existierte zunächst als Mitglied der Vaterländischen Front weiter und löste sich 1949 auf.